# Anthony Briançon
Anthony Briançon (Avignone, 28 novembre 1994) è un calciatore francese, difensore del Pau.

## Caratteristiche tecniche
È un difensore centrale.

## Carriera
Cresciuto nelle giovanili di AC Avignone e Olympique Lione, nel 2012 viene ceduto al Nîmes, con cui esordisce in prima squadra il 16 maggio 2014 in occasione del match di Ligue 2 pareggiato 1-1 contro il Créteil-Lusitanos.
Confermato nella successive stagioni, il 15 gennaio 2016 realizza il primo gol da professionista nella larga vittoria per 6-2 contro il Clermont Foot.
Nel 2018 debutta in Ligue 1 con il club e, il 21 settembre, mette a segno il primo gol in massima serie nell'1-1 ottenuto sul campo del Monaco.

## Statistiche

### Presenze e reti nei club
Statistiche aggiornate al 21 ottobre 2023.
| Stagione             | Squadra              | Campionato           | Campionato | Campionato | Coppe nazionali | Coppe nazionali | Coppe nazionali | Coppe continentali | Coppe continentali | Coppe continentali | Altre coppe | Altre coppe | Altre coppe | Totale | Totale | Totale |
| Stagione             | Squadra              | Comp                 | Pres       | Reti       | Comp            | Pres            | Reti            | Comp               | Pres               | Reti               | Comp        | Pres        | Reti        | Pres   | Reti   |        |
| -------------------- | -------------------- | -------------------- | ---------- | ---------- | --------------- | --------------- | --------------- | ------------------ | ------------------ | ------------------ | ----------- | ----------- | ----------- | ------ | ------ | ------ |
| 2013-2014            | Nîmes                | L2                   | 1          | 0          | CF+CdL          | -               | -               | -                  | -                  | -                  | -           | -           | -           | 1      | 0      |        |
| 2014-2015            | Nîmes                | L2                   | 28         | 0          | CF+CdL          | 1+1             | 0               | -                  | -                  | -                  | -           | -           | -           | 30     | 0      |        |
| 2015-2016            | Nîmes                | L2                   | 26         | 3          | CF+CdL          | 1+1             | 0               | -                  | -                  | -                  | -           | -           | -           | 28     | 3      |        |
| 2016-2017            | Nîmes                | L2                   | 34         | 6          | CF+CdL          | 1+1             | 0               | -                  | -                  | -                  | -           | -           | -           | 36     | 6      |        |
| 2017-2018            | Nîmes                | L2                   | 37         | 3          | CF+CdL          | 3+1             | 0+1             | -                  | -                  | -                  | -           | -           | -           | 41     | 4      |        |
| 2018-2019            | Nîmes                | L1                   | 33         | 2          | CF+CdL          | -               | -               | -                  | -                  | -                  | -           | -           | -           | 33     | 2      |        |
| 2019-2020            | Nîmes                | L1                   | 22         | 1          | CF+CdL          | 1+1             | 1+0             | -                  | -                  | -                  | -           | -           | -           | -      | 24     | 2      |
| 2020-2021            | Nîmes                | L1                   | 16         | 0          | CF              | 0               | 0               | -                  | -                  | -                  | -           | -           | -           | -      | 16     | 0      |
| 2021-2022            | Nîmes                | L1                   | 4          | 1          | CF              | -               | -               | -                  | -                  | -                  | -           | -           | -           | 4      | 1      |        |
| Totale Nimes         | Totale Nimes         | Totale Nimes         | 201        | 16         |                 | 12              | 2               |                    | -                  | -                  |             | -           | -           | 213    | 18     |        |
| 2022-2023            | Saint-Étienne        | L2                   | 24         | 1          | CF              | 1               | 0               | -                  | -                  | -                  | -           | -           | -           | 25     | 1      |        |
| 2023-2024            | Saint-Étienne        | L2                   | 32         | 1          | CF              | -               | -               | -                  | -                  | -                  | -           | -           | -           | 32     | 1      |        |
| 2024-2025            | Saint-Étienne        | L1                   | 1          | 0          | CF              | 0               | 0               | -                  | -                  | -                  | -           | -           | -           | 1      | 0      |        |
| Totale Saint-Étienne | Totale Saint-Étienne | Totale Saint-Étienne | 57         | 2          |                 | 1               | 0               |                    | -                  | -                  |             | -           | -           | 58     | 2      |        |
| Totale carriera      | Totale carriera      | Totale carriera      | 258        | 18         |                 | 12              | 2               |                    | -                  | -                  |             | -           | -           | 271    | 20     |        |